# Sigismund III von Schrattenbach
Sigismund III Christoph von Schrattenbach (Graz, 28 febbraio 1698 – Salisburgo, 16 dicembre 1771) fu principe-arcivescovo di Salisburgo dal 1753 al 1771.

## Biografia

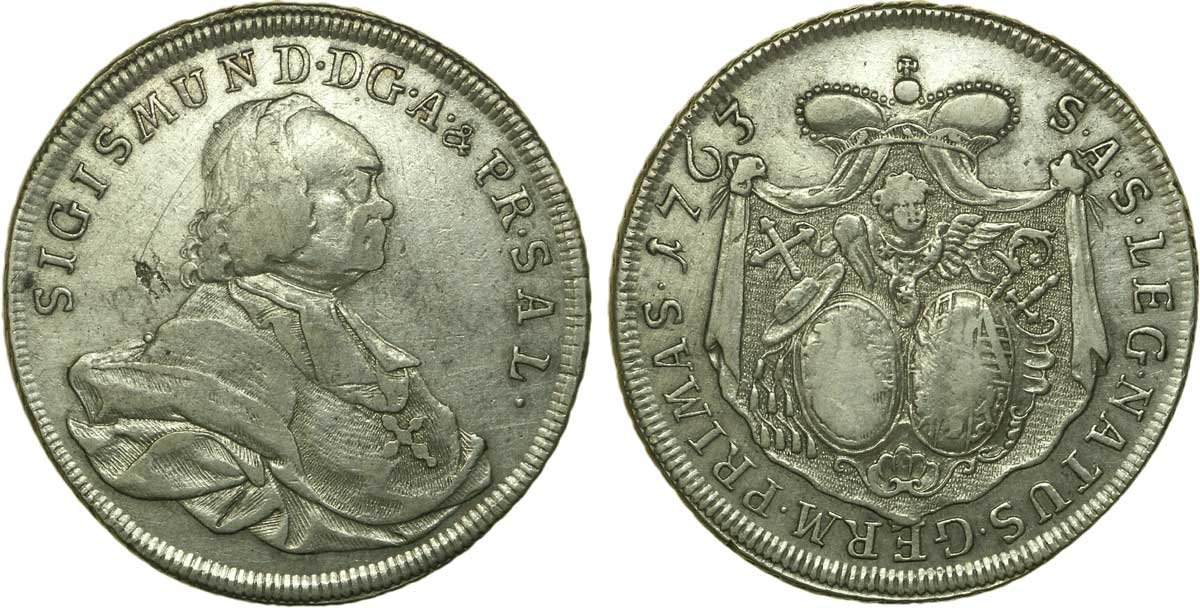
Sigismund III von Schrattenbach, 1763

Sigismund proveniva da un'antica famiglia nobile che nel XV secolo era migrata dalla Franconia nella marca di Stiria, ed era figlio del conte Otto Heinrich von Schrattenbach e della contessa Maria Theresia von Wildenstein.
Dopo aver iniziato gli studi a Salisburgo, Schrattenbach si trasferì a Roma per laurearsi in teologia. Venne ordinato sacerdote a 25 anni, il 10 gennaio 1723. Nel 1733 entrò a far parte del capitolo della cattedrale di Salisburgo. Alla morte dell'arcivescovo Jakob Ernst von Liechtenstein-Kastelkorn Schrattenbach, nel 1747, divenne governatore della fortezza di Hohenwerfen.
Il suo operato venne ricordato come serio, determinato e gestito molto abilmente anche sotto l'aspetto diplomatico.
Alla morte dell'arcivescovo Andreas Jakob von Dietrichstein nel 1753 il capitolo della cattedrale lo elesse a suo successore sulla cattedra arcivescovile. All'elezione, i contrari furono 13 contro i 50 favorevoli alla sua elezione. Durante il suo operato si valse della collaborazione di elementi di rilievo per l'epoca quali il conte Joseph Maria von Thun und Hohenstein, vescovo di Gurk.
Tra il 1764 ed il 1767 fece costruire la Sigmundstor, una delle porte della città vecchia, ampia 131 metri.
Mecenate delle arti, ebbe al proprio servizio a corte Leopold Mozart prima e suo figlio Wolfgang Amadeus successivamente come direttori della cappella del duomo della città. Tra i maestri di cappella si ricorda anche Johann Michael Haydn, il quale compose per l'arcivescovo defunto nel dicembre del 1771 il celebre requiem in do minore.

## Genealogia episcopale e successione apostolica
La genealogia episcopale è:
- Cardinale Scipione Rebiba
- Cardinale Giulio Antonio Santori
- Cardinale Girolamo Bernerio, O.P.
- Arcivescovo Galeazzo Sanvitale
- Cardinale Ludovico Ludovisi
- Cardinale Luigi Caetani
- Cardinale Ulderico Carpegna
- Cardinale Paluzzo Paluzzi Altieri degli Albertoni
- Papa Benedetto XIII
- Papa Benedetto XIV
- Vescovo Joseph Maria von Thun und Hohenstein
- Arcivescovo Sigismund von Schrattenbach

La successione apostolica è:
- Vescovo Johann Baptist von Thurn und Taxis (1754)
- Arcivescovo Hieronymus Joseph Franz de Paula Colloredo von Wallsee und Mels (1762)
- Cardinale Joseph Franz Anton von Auersperg (1763)
- Vescovo Joseph Philipp Franz von Spaur (1763)

## Stemma
| Immagine | Blasonatura                                                        |
| -------- | ------------------------------------------------------------------ |
| \| \|    | Sigismund III von Schrattenbach Principe-arcivescovo di Salisburgo |
|          |                                                                    |